# Преображение Господне (Ърбеле)
„Преображение Господне“ (на албански: Kisha e Shpërfytyrimit, Shën Sotiri) е православна църква, разположена в дебърското село Ърбеле (Хербел), Албания. В 1970 година църквата е обявена за културен паметник на Албания под № 44.

## Архитектура
В архитектурно отношение църквата е проста еднокорабна базилика с дървен покрив.

## Стенописи
Стенописите са аматьорски поправяни. Всички надписи на стенописите са на славянски. В апсидата е изобразена Света Богородица Влахернска с Христос в медальон. Под нея има двама архиереи литургисти със свитъци. Благовещението и светите дякони са изписани на източната стена. На южната стена на олтарното пространство се виждат фигури на йерарси. В наоса долният регистър е зает от изображения на светци в цял ръст под изписани ниски арки. В средната зона са изписани медальони със светци до кръста. В горната зона са били Христологични сцени, но не са запазени.
Акцентирането на пластичността е типична за западномакедонската стилова тенденция от късния XIV век, свързана с Охрид и Костур, по времето на последните християнски владетели в района Андреа Гропа и братя Музака. Стенописите напомнят тези от „Света Богородица Фанеромени“ (около 1400) и „Свети Андрей Русулски“ (1441/2) в Костур, както и първата стенописна фаза в „Света Параскева“ в епирското село Монодендри (1414). Макар да се приписват стенописите на западномакедонски художник да е рисковано, те могат да се датират в 1400 - 1440 година.
На храмовия празник 18 август в църквата се събират хора по потекло от Ърбеле и Горно Кърчища, живеещи в Тирана, Драч, Елбасан, Пешкопия, Макелари и Република Македония. Според местна легенда всяка година на 18 август нещо огнено и червено се спуска от поделената между Албания и Република Македония църква „Преображение Господне“ на Кърчин към ърбелската църква.